# Tùng Sơn
| Songshan District seal   |                        |
| Tên cũ: Tích Khẩu (錫口) |                        |
| Vùng                     | Đông Đài Bắc           |
| Quận trưởng              | Trần Kỳ Dung (陳其墉)  |
| Diện tích                | Xếp hạng thứ 9 trên 12 |
| - Tổng                   | 9,78 km²               |
| Dân số                   | Xếp hạng thứ 8 trên 12 |
| - Tổng                   | 211.229                |
| - Mật độ dân số          | 22.484/km²             |
| Lý (里; li):             | 33                     |
| Lân (鄰; lin):           | 756                    |
| Mã bưu chính             | 105                    |
|                          |                        |

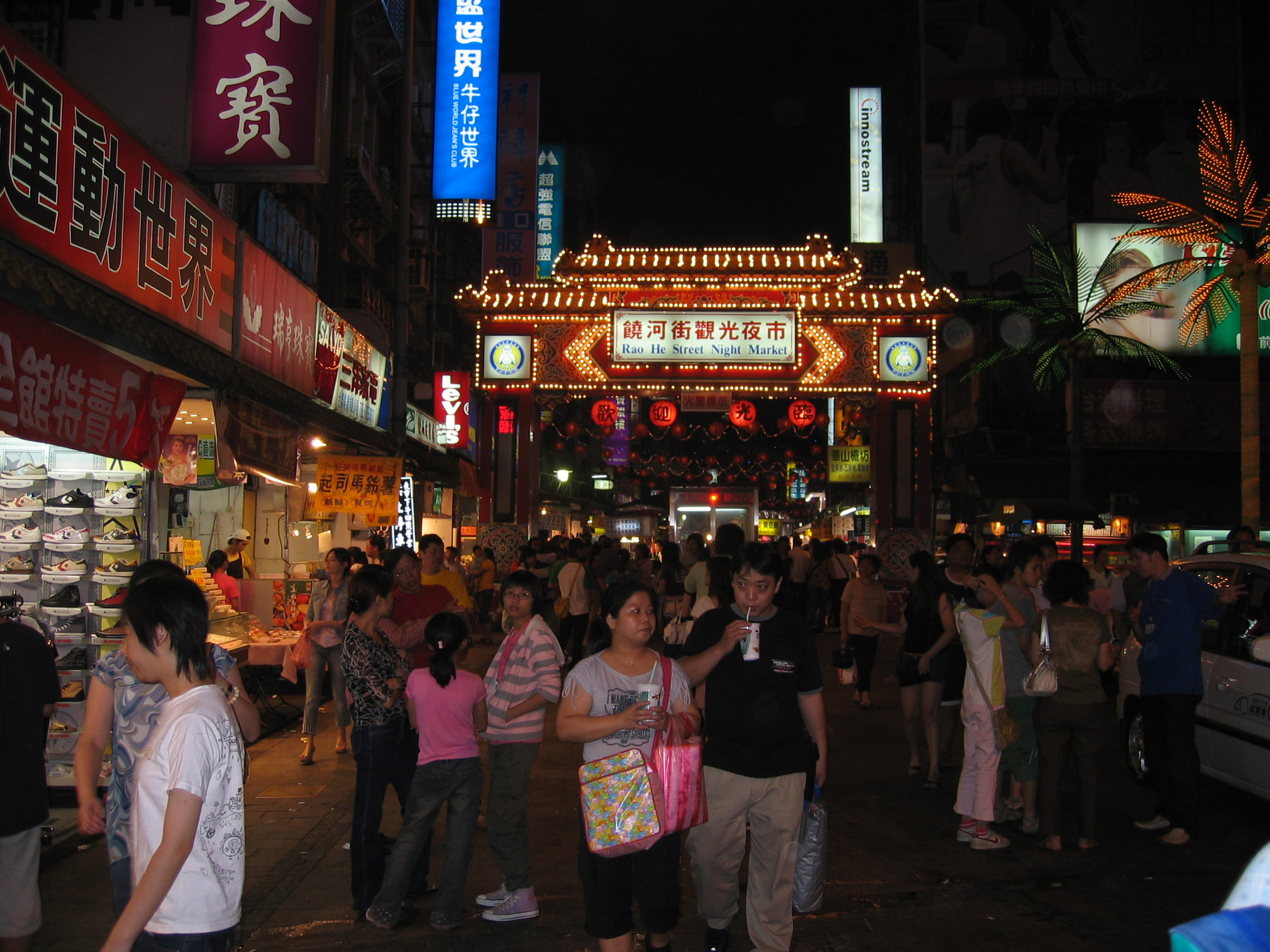
Chợ đêm phố Raohe ở Tùng Sơn.

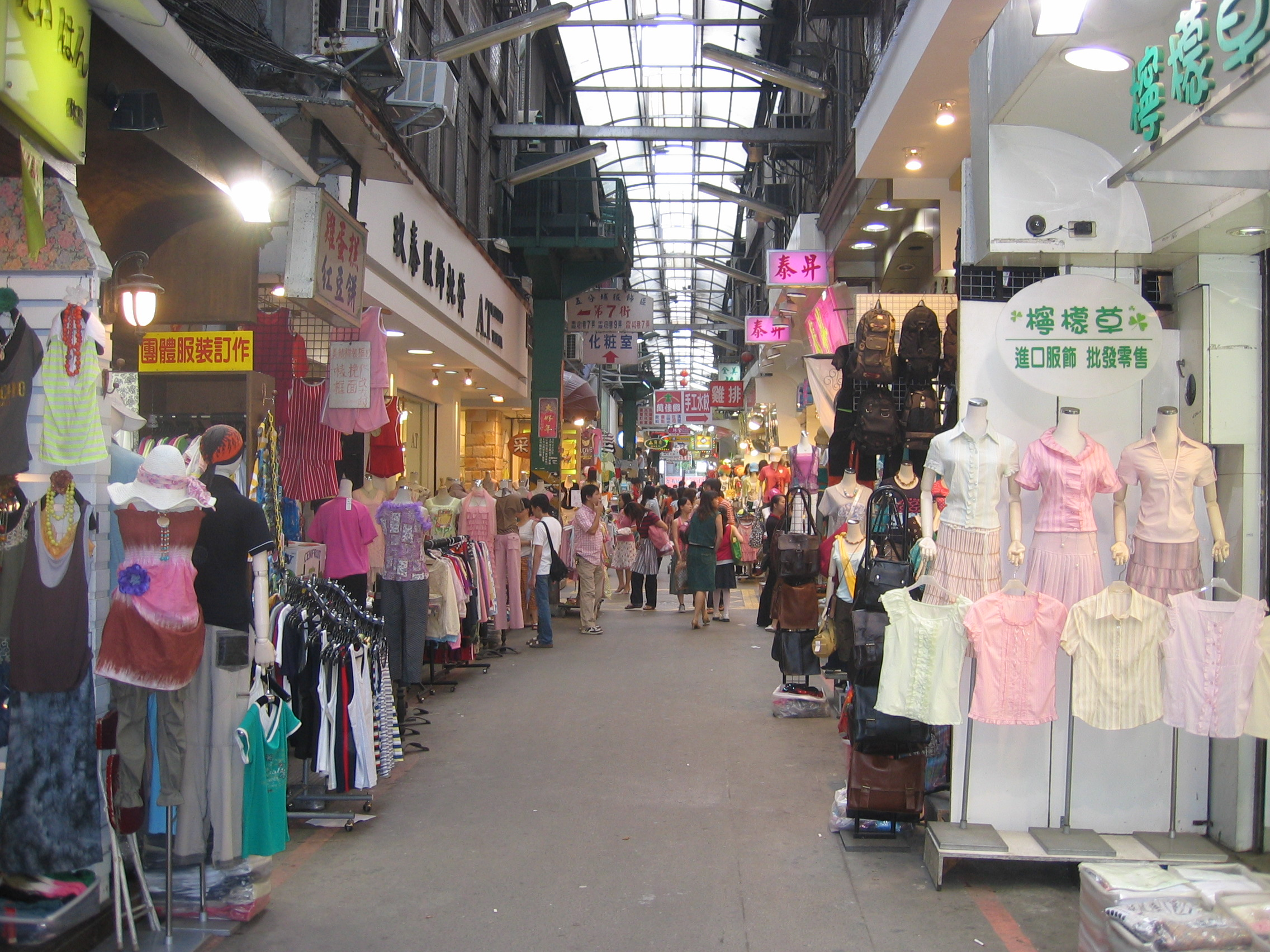
Khu phố Wufenpu ở Tùng Sơn gồm nhiều cửa hành bán sỹ đồ quần áo.

Tùng Sơn (chữ Hán phồn thể: 松山區, Wade-Giles: Sung-shan, Hán Việt: Tùng Sơn khu) là một quận của thành phố Đài Bắc, Đài Loan. Sân bay Tùng Sơn và Nhà thi đấu Đài Bắc nằm ở quận này. Tùng Sơn được chia ra thành 5 địa khu (地區), hay Thứ phân khu (次分區), các đơn vị này lại được chia thành 34 phường.